# Барон Лукас из Чилворта
Барон Лукас из Чилворта в графстве Саутгемптон — наследственный титул пэра Соединённого королевства. Титул был создан в 1946 году для бизнесмена и политика-либерала Джорджа Лукаса (1896—1967). Позднее он занимал должность почётного капитана йоменской гвардии в лейбористском правительстве премьер-министра Клемента Эттли. Его сын Джордж Уильям Лукас, 2-й барон Лукас из Чилворта (1926—2001), представлял консервативную партию в Палате лордов. В правительстве Маргарет Тэтчер он занимал должность заместителя министра торговли и промышленности (1984—1987). В 2001 году ему наследовал старший сын, Саймон Уильям Лукас, 3-й барон Лукас из Чилворта (род. 1957).
Достопочтенный сэр Айвор Томас Марк Лукас (25 июля 1927 — 7 апреля 2018), второй сын первого барона, служил британским послом в Омане (1979—1981) и Сирии (1982—1984).

## Бароны Лукас из Чилворта (1946)
- 1946—1967: Джордж Уильям Лукас, 1-й барон Лукас из Чилворта (29 марта 1896 — 11 октября 1967), сын Перси Уильяма Лукаса[1];
- 1967—2001: Майкл Уильям Джордж Лукас, 2-й барон Лукас из Чилворта (26 апреля 1926 — 10 ноября 2001), старший сын предыдущего[2];
- 2001 — настоящее время: Саймон Уильям Лукас, 3-й барон Лукас из Чилворта (род. 6 февраля 1957), старший сын предыдущего[3];
  - Наследник титула: достопочтенный Джон Рональд Мюр Лукас (род. 21 мая 1995), старший сын предыдущего[4].